# 麗々 (漫画)
『麗々』（レイレイ）は、清水としみつによる日本の漫画作品。単行本は全2巻。
1994年に『美しき性の伝道師 麗々』（うつくしきせいのでんどうし レイレイ）のタイトルでアニメ化された。

## 既刊一覧
- 「麗々」（少年画報社〈ヤングキングコミックス〉、1992年3月15日発売）ISBN 4-7859-1308-8
- 「麗々2 かぐや編」（少年画報社〈ヤングキングコミックス〉、1992年12月1日発売）ISBN 4-7859-1337-1

## アダルトアニメ
- 「美しき性の伝道師 麗々 第一夜」1994年7月8日発売 VHS:JSVA-52371
- 「美しき性の伝道師 麗々 第二夜」1994年9月9日発売 VHS:JSVA-52372
  - 初回封入特典：幻の単行本未収録コミック 12P

キャスト
- かぐや：松井菜桜子
- 毘々：緒方賢一
- 田中（男の時）：高木渉
- 田中（女の時）：渡辺美佐
- 郁子：佐藤ユリ
- 真奈美：吉田美保
- 岡部：子安武人
- 係員：鈴木琢磨
- 聡：三木眞一郎
- 美香：西原久美子
- 聡の父：星野充昭
- 聡の母：遠藤勝代
- ナレーション：キートン山田

スタッフ
- 原作：清水としみつ（少年画報社刊）
- プロデューサー：岩川広司、杉山健児
- 監督：山本美彦
- 脚本：望月満
- 絵コンテ：小川浩司、村木一真
- 演出：小川浩司、吉田俊司
- キャラクターデザイン：石丸賢一
- 作画監督：石丸賢一、鈴木大司
- 色指定：中島紀子
- 美術監督：内田好之
- 撮影監督：森口洋輔
- 音楽：石塚浩之
- 音響監督：山田智明
- 編集：西出栄子
- 現像：東京現像所
- アニメーション制作：アウベック
- 製作：ピンクパイナップル

主題歌
- 「愛はめぐる」
  - 作詞：TOMOMI、作曲：MEIRU、編曲：大和朗、歌：Woō